# Amietophrynus kassasii
Amietophrynus kassasii är en groddjursart som först beskrevs av Baha El Din 1993.  Amietophrynus kassasii ingår i släktet Amietophrynus och familjen paddor. IUCN kategoriserar arten globalt som livskraftig. Inga underarter finns listade i Catalogue of Life.